# Jean Albert
Vincent Jean Albert (* 1. Januar 1904; † 31. Oktober 1976 in Caracas) war ein französischer Karambolagespieler, Welt- und Europameister im Cadre und anderen Disziplinen.

## Karriere
Albert gehörte zu den Allround-Talenten im Karambolage. Während andere Spieler sich auf eine oder maximal zwei Disziplinen festlegten, so spielte er nicht nur Freien Partie und Cadre, sondern war auch Weltmeister im Kunststoß von 1933–1935 und Einband. Im Dreiband gewann er 1934 eine Bronzemedaille bei der WM in Barcelona. Seine erste Medaille (Bronze) bei Weltmeisterschaften gewann er bereits 1933 in der Freien Partie, nachdem er im Jahr zuvor schon bei der Europameisterschaft die Goldmedaille im Cadre 45/1 gewonnen hatte. 15 Jahre später, 1947, gewann er in dieser Disziplin sein letztes internationales Turnier im heimischen Montpellier mit einer Silbermedaille.
Zu seinen stärksten Konkurrenten im Kampf um Gold zählten der Ägypter Edmond Soussa und der Belgier Théo Moons.

## Sonstiges
Wie zu der Zeit üblich, hatten Spieler oft noch einen Posten bei Verbänden inne. Albert war Anfang der 1930er-Jahre Schatzmeister des Amateur-Weltverbandes „Union Internationale des Fédération d'Amateurs de Billard“ (UIFAB).

## Erfolge
- Freie-Partie-Weltmeisterschaft:  1934, 1935, 1938 •  1933
- Cadre-45/1-Weltmeisterschaft:  1934, 1937
- Cadre-45/2-Weltmeisterschaft:  1934, 1935 •
- Cadre-71/2-Weltmeisterschaft:  1937
- Einband-Weltmeisterschaft:  1934 •  1935
- Dreiband-Weltmeisterschaft:  1934
- Fünfkampf-Weltmeisterschaft:  1938 •  1934, 1935
- Billard-Artistique-Weltmeisterschaft:  1933, 1934, 1935
- Cadre-45/1-Europameisterschaft:  1932 •  1947
- Cadre-45/1-Europameisterschaft:  1935
- Französische Dreiband-Meisterschaft:  1934

Quellen: